# Georgi Minczew (piłkarz, ur. 1954)
Georgi Minczew Iwanow (bułg. Георги Минчев Иванов, ur. 16 sierpnia 1954 w Generale Toszewie) – bułgarski piłkarz, grający na pozycji ofensywnego pomocnika. Trzykrotny reprezentant Bułgarii. Podczas swojej kariery zawodniczej grał dla ŻSK-Spartaka Warna, Sławii Sofia i maltańskiego Ħamrun Spartans. Ma na koncie 247 meczów i 58 bramek na poziomie A grupy (1. poziom rozgrywkowy).

## Sukcesy

### Klubowe
Sławia Sofia
- Zdobywca Pucharu Bułgarii: 1974/1975, 1979/1980